# Horst Büchler
Horst Büchler (* 17. Juli 1907 in Dickiauten, Kreis Pillkallen, Ostpreußen; † 19. August 2000) war ein deutscher Landwirt und Politiker (Landwirtepartei).

## Leben
Nachdem Büchler sein Abitur abgelegt hatte, begann er zunächst mit einer landwirtschaftlichen Lehre und absolvierte im Anschluss daran ein Studium der Rechts- und Staatswissenschaften und der Volkswirtschaftslehre. Nach dem Studium nahm er eine Anstellung als Gerichtsreferendar an, aus der er im Jahr 1934 ausschied, um den väterlichen Hof zu übernehmen. Nach Kriegsende wurde er im Jahr 1945 Anbauinspektor bei der Kreisverwaltung. Zwischen 1946 und 1948 war er Geschäftsführer des Preislandwirtschaftsamtes Gandersheim und im Anschluss ein halbes Jahr ohne Arbeit. Zwischen März und November 1949 war er als Prüfer beim Landesernährungsamt beschäftigt und im Anschluss Referent beim Verband es Niedersächsischen Landvolkes.
Er war Mitbegründer des Zentralverband der vertriebenen Deutschen (ZvD). Er wurde erster Kreisvorsitzender sowie Bezirkssiedlungsbeauftragter und stellvertretender Vorsitzender des Landesagrarausschusses des ZvD. Büchler wurde Kreistagsabgeordneter und Mitglied des Niedersächsischen Landtages vom 6. Mai 1951 bis 5. Mai 1955 (2. Wahlperiode). Bis zum 17. Juli 1952 war er Mitglied der BHE-Fraktion, initiierte jedoch vom 18. Juli 1952 bis 18. März 1953 die Parlaments-Gruppe Abgg. Büchler u. Gen. Zwischen dem 19. März 1953 bis 1. September 1953 gehörte er der Gruppe Deutsche Reichspartei (1950) (DRP) an und war im Anschluss fraktionslos bis zum 7. Oktober 1953. Ab dem 8. Oktober 1953 gehörte er der Fraktion Mitte an und gründete schließlich am 1. September 1954 die Landwirte-Partei (LP).
Seit 1928 war er Mitglied des Corps Makaria München.

## Quelle
- Barbara Simon: Abgeordnete in Niedersachsen 1946–1994. Biographisches Handbuch. Hrsg. vom Präsidenten des Niedersächsischen Landtages. Niedersächsischer Landtag, Hannover 1996, S. 59.